# 美國燃油稅
美國燃油稅是指美國联邦政府開征的汽油消费税，具體稅額為汽油每加仑18.4 美分，柴油为每加仑24.4美分。 美國當局征收的汽油稅主要用於改善交通设施。 1932年6月6日，美国聯邦政府開始征收汽油税。1993年10月1日，美國聯邦政府上調燃油稅，這也是迄今為止美國聯邦政府最後一次上調稅率。 

## 州税
美国第一个对燃料征税的州是俄勒冈州，俄勒冈州于1919年2月25日首次開征燃料稅。 當時稅率為1美分/加仑。 在接下来的十年中，美国所有的州（当时是 48 个州）以及华盛顿哥伦比亚特区開征了汽油税。